# Potwory kontra Obcy: Dynie-mutanty z kosmosu
Potwory kontra Obcy: Dynie-mutanty z kosmosu (ang. Monsters vs Aliens: Mutant Pumpkins from Outer Space) – amerykański krótkometrażowy film animowany wytwórni Dreamworks Animation, stworzony specjalnie dla NBC. Światowa premiera odbyła się 28 października 2009 roku. Film został pokazany po raz pierwszy w Polsce przez TVN 26 grudnia 2010 roku.

## Fabuła
Obdarzona niezwykłą mocą Susan Murphy oraz grupa stworów, które też posiadają nadprzyrodzone siły planują zabawę z cukierkami, ponieważ ktoś podobno widział Yeti. Susan mówi, że to fałszywy alarm, profesor Karaluch wspomina wspomnienia. Później Generał mówi o obcych i Modesto. Udają się do rodzinnego miasta dziewczyny, gdzie pojawili się obcy. Na miejscu panuje pozorny spokój. Jednak w Halloween lampiony z dyni nagle ożywają. Okazuje się, że są to kosmici, którzy chcą podbić Ziemię.

## Obsada
- Reese Witherspoon jako Susan Murphy / Gigantika
- Seth Rogen jako B.O.B.
- Hugh Laurie jako profesor Karaluch
- Will Arnett jako Brakujące Ogniwo

## Wersja polska
Wersja polska: Start International Polska

Reżyseria: Elżbieta Kopocińska-Bednarek

Dialogi polskie: Bartosz Wierzbięta

Wystąpili:
- Barbara Kałużna – Susan Murphy / Gigantika
- Grzegorz Pawlak – B.O.B.
- Wojciech Paszkowski – Profesor Karaluch
- Jarosław Boberek – Brakujące ogniwo
- Miłogost Reczek – Generał Monger

W pozostałych rolach:
- Aleksandra Koncewicz
- Andrzej Chudy
- Anna Apostolakis
- Dariusz Błażejewski
- Elżbieta Futera-Jędrzejewska
- Filip Dudycz
- Grzegorz Drojewski
- Janusz Wituch
- Julia Chatys
- Justyna Bojczuk
- Kacper Cybiński
- Krzysztof Bednarek
- Krzysztof Wójcik
- Maciej Dybowski
- Maciej Mikulski
- Magda Kusa
- Magdalena Woźniak
- Martyna Sommer
- Monika Szalaty-Reczek
- Paweł Szczesny
- Robert Tondera
- Radosław Matyjaszczyk
- Wit Apostolakis-Gluziński